# Nihonkai Maze Circuit
Der Nihonkai Maze Circuit (japanisch: 日本海間瀬サーキット) ist eine permanente Motorsport-Rennstrecke im Ortsteil Maze des Bezirks Nishikan der Stadt Niigata in der japanischen Präfektur Niigata an der Küste des Nihonkai.

## Geschichte
Der unmittelbar an der japanischen Westküste gelegene Kurs wurde 1967 von Dr. Yoshikazu Fujita, einem örtlichen Arzt, angelegt und 1970 asphaltiert. Von 1978 bis 1987 war er geschlossen.
Als er 1987 wiedereröffnet wurde, wurde die zuvor entgegen dem Uhrzeigersinn ausgerichtete Fahrtrichtung auf den Uhrzeigersinn umgestellt. Auch die Streckenführung wurde aus Sicherheitsgründen angepasst.

## Veranstaltungen
Auf der Strecke finden hauptsächlich Motorrad-Rennen sowie die in Japan sehr populären Drift-Events statt. Der Kurs war mehrmals Veranstaltungsort der D1-GP Serie, der höchsten nationalen Veranstaltungsserie dieser Disziplin.
Aktuell (Stand 2024) starten der lokale CBR250R Dream Cup für Motorräder sowie die Legend Cars Japan Serie auf dem Kurs.